# Foresta nazionale di Sequoia
La foresta nazionale di Sequoia (in inglese: Sequoia National Forest) si trova nella parte meridionale delle montagne della Sierra Nevada della California. Lo United States Forest Service le ha dato il nome dai maestosi alberi di sequoia gigante (Sequoiadendron giganteum) che popolano 38 distinti boschi all'interno dei confini della foresta.
Il Giant Sequoia National Monument è situato nella foresta nazionale. Altre caratteristiche degne di nota sono i paesaggi scolpiti dai ghiacciai e imponenti monoliti di granito. I Needles sono una serie di guglie di granito in cima a una stretta cresta sopra il fiume Kern. La sede forestale si trova a Porterville, in California. Ci sono uffici locali del distretto dei ranger a Dunlap, Kernville, Lake Isabella e Springville.